# Madou
Madou – stacja metra w Brukseli, na linii 2 i 6. Zlokalizowana jest pomiędzy stacjami Arts-Loi/Kunst-Wet i Botanique/Kruidtuin. Została otwarta 2 października 1988.